# Canyon Ambush
Canyon Ambush è un film del 1952 diretto da Lewis D. Collins.
È un western statunitense con Johnny Mack Brown, Lee Roberts e Phyllis Coates.

## Produzione
Il film, diretto da Lewis D. Collins su una sceneggiatura di Joseph F. Poland, fu prodotto da Vincent M. Fennelly per la Silvermine Productions e girato nell'Iverson Ranch a Chatsworth, Los Angeles, California, nel giugno 1952. Il titolo di lavorazione fu Guns Along the Border.

## Distribuzione
Il film fu distribuito negli Stati Uniti dal 12 ottobre 1952 al cinema dalla Monogram Pictures. È stato distribuito anche in Brasile con il titolo Pistoleiros Vingadores.

## Promozione
Le tagline sono:
- JOHNNY IS SPOILIN' FOR ACTION AGAINST RANGE RUSTLERS!
- FLAMING FLARE-UP ON THE WELLS FARGO TRAIL!
- .45 STAKEOUT For BORDER RAIDERS!
- MURDER FRENZY GRIPS MESA COUNTRY! Killers ambush Wells-Fargo stage, but Johnny's in the driver's seat!
- MASKED TERROR! BULLET VENGEANCE! ON WYOMING'S WILDEST BORDER!...Daring deputy's spinning guns keep stage wheels rolling in kill-crazed territory!